# Cauaceu, Bihor
Cauaceu (maghiară Hegyközkovácsi) este un sat în comuna Biharia din județul Bihor, Crișana, România.

 Acest articol despre o localitate din județul Bihor este deocamdată un ciot. Puteți ajuta Wikipedia prin completarea lui.